# 朱泰茹
朱泰茹（？年—？年），浙江杭州府海寧州人，由乾隆二十一年丙子科舉人，大挑二等，以教職用，俸滿截取知縣，乾隆五十五年十一月任四川順慶府岳池縣知縣，五十八年調署昭化縣，嘉慶二年六月回任岳池縣知縣。是一位政治人物，明清時曾在四川順慶府岳池縣（位於今四川東北部，武周萬歲通天二年分南充、相如二縣置，是一個千年古縣）擔任官吏。